# Kidinnu
Kidinnu (auch Kidunnu, Kidenas, Cidenas, Kidynas, * möglicherweise um 400 v. Chr. in Babylon; † möglicherweise 14. August 330 v. Chr.) war ein chaldäischer Astronom und Mathematiker.
Ein Astronom dieses Namens ist in verschiedenen antiken Keilschrift-, griechischen und lateinischen Schriften erwähnt, aber es ist unklar, ob sich diese alle auf dieselbe Person beziehen. Das Todesdatum 14. August 330 v. Chr. entstammt einer babylonischen astronomischen Keilschrifttafel, die angibt, dass "ki-di-nu an diesem Tag mit dem Schwert getötet wurde".
Kidinnu war der bedeutendste Nachfolger von Nabu-rimanni und arbeitete wie dieser an der Entwicklung des exakten babylonischen Mondkalenders.

## Standardisierter babylonischer Kalender
Spätestens seit 503 v. Chr., unter Dareios I., galt der standardisierte babylonische Mondkalender, der einem neunzehnjährigen Zyklus angepasst wurde. In den Jahren 3, 6, 8, 11, 14 und 19 erfolgte der Einschub des Monats Adaru II; im 17. Jahr dagegen als dreizehnter Monat der Ululu II. Der Jahresanfang lag immer in der Nähe des Frühling-Äquinoktiums. Claudius Ptolemäus erwähnt in seinen astronomischen Aufzeichnungen, dass die griechischen Astronomen Meton und Euktemon das System des standardisierten babylonischen Kalenders als Grundlage übernommen und an den Attischen Kalender angepasst haben (siehe Meton-Zyklus).
Kidinnu berechnete später die Daten des Solarjahres, die auch heute noch immer die Grundlage unseres Kalenders bilden. Das Modell des Kidinnu fand auch Einzug in den jüdischen Kalender und gilt dort seither nahezu unverändert.

## Weitere Entdeckungen durch Kidinnu
Eine weitere Entdeckung des Kidinnu ist in den Tabellen von Claudius Ptolemäus niedergeschrieben. Kidinnus Verdienst war seine Beobachtung und Erkenntnis, dass die Dauer von 251 synodische Monaten der Dauer von 269 anomalistischen Monaten entspricht. Die zugehörigen Berechnungen waren in jener Zeit nur schwer durchzuführen, da der Abstand des Mondes gegenüber der Erde zwischen 356.000 und 407.000 Kilometern variiert; die Wahrnehmung mit bloßem Auge ist dabei mit großen Schwierigkeiten verbunden.
Nach Plinius habe Kidinnu die maximale Elongation des Planeten Merkur von der Sonne mit 22° bestimmt. Der römische Astrologe Vettius Valens verwendete für die Sonne zwar Hipparchos' Daten, für die Mondbahn hingegen Kidinnu und Soudines. Die Mondephemeriden des Babylonischen Systems B werden ebenfalls auf Kidinnu zurückgeführt.

## Kidinnu als Namensgeber
Der Mondkrater Kiddinu ist nach ihm benannt.